# Hurricane (sång av Eden Golan)
Hurricane är en hebreisk och engelskspråkig poplåt av den israeliska sångaren Eden Golan, som representerade Israel vid Eurovision Song Contest 2024 i Malmö där den slutade på femte plats. Låten är skriven av Avi Ohayon, Keren Peles och Stav Beger.

## Kontrovers
Golans låt hette ursprungligen October Rain, men både låttitel och text var tvunget att omarbetas då den ansågs vara för politisk. Israels medverkan i Eurovision Song Contest 2024 ledde till stora protester och uppmaningar att diskvalificera landet. Detta till följd av Israels agerande i Gazaremsan efter Hamas attack den 7 oktober 2023 och det efterföljande kriget.